# Guillermo Escalada
Guillermo Escalada (Montevideo, 24 aprile 1936 – Montevideo, 21 giugno 2023) è stato un calciatore uruguaiano, di ruolo attaccante.

## Carriera

### Nazionale
Nel 1954 partecipò con la Nazionale Under-19 di calcio dell'Uruguay al Campionato sudamericano di calcio Under-19, vincendolo.
Nel 1956 venne convocato dalla nazionale al Campeonato Sudamericano de Football 1956 svoltosi in patria e terminato con l'affermazione dei celesti.
Nel 1959 partecipò con la nazionale celeste al Campeonato Sudamericano de Football svoltosi in Ecuador, terminato con l'affermazione dei celesti.

## Palmarès

### Club
- Campionato uruguaiano: 3

Nacional: 1955, 1956, 1957

### Nazionale
- Campionato sudamericano Under-19: 1

Venezuela 1954
- Coppa America: 2

Uruguay 1956, Ecuador 1959